# Aleyna Solaker
Aleyna Solaker (* 5. Dezember 1994 in Istanbul) ist eine türkische Schauspielerin und Model. Bekannter wurde sie in der Fernsehserie Kırgın Çiçekler.

## Leben und Karriere
Solaker ist in Istanbul geboren. Sie studierte die Schauspielerei an der Istanbul Bilgi University. Ihr Debüt gab sie in der Fernsehserie Kuş Dili. Dann hatte sie eine Rolle in dem Film Dersimiz Atatürk.
Ihren Durchbruch hatte Solaker in der Serie Kırgın Çiçekler. Sie trat in dem Fernsehfilm Aşktroloji auf. 2020 spielte sie in dem Kinofilm Ahmet İki Gözüm und der Serie Hizmetçiler die Hauptrolle.

## Privates
Solaker ist seit 2019 in einer Beziehung mit dem türkischen Geschäftsmann Berk Boyacıgil.

## Filmografie
Filme
- 2018: Aşktroloji
- 2020: Agmet İki Gözüm

Fernsehserien
- 2006: İşte Benim
- 2013: Altındağlı
- 2014: Beyaz Karanfil
- 2015–2018: Kırgın Çiçekler
- 2020: Hizmetçiler
- 2021: Benim Hayatım
- seit 2023: Ben Bu Cihana Sığmazam